# 뜸부기 새벽에 날다
뜸부기 새벽에 날다는 1984년 공개된 대한민국의 영화이다.

## 배역
- 최윤석
- 원미경
- 김추련
- 김민정